# Plesiolembos rectangulatus
Plesiolembos rectangulatus är en kräftdjursart som först beskrevs av A. A. Myers 1977.  Plesiolembos rectangulatus ingår i släktet Plesiolembos och familjen Aoridae. Inga underarter finns listade i Catalogue of Life.